# Lycaste virginalis
Lycaste virginalis är en orkidéart som först beskrevs av Michael Joseph François Scheidweiler, och fick sitt nu gällande namn av Jean Jules Linden. Lycaste virginalis ingår i släktet Lycaste och familjen orkidéer. Inga underarter finns listade i Catalogue of Life.

## Bildgalleri

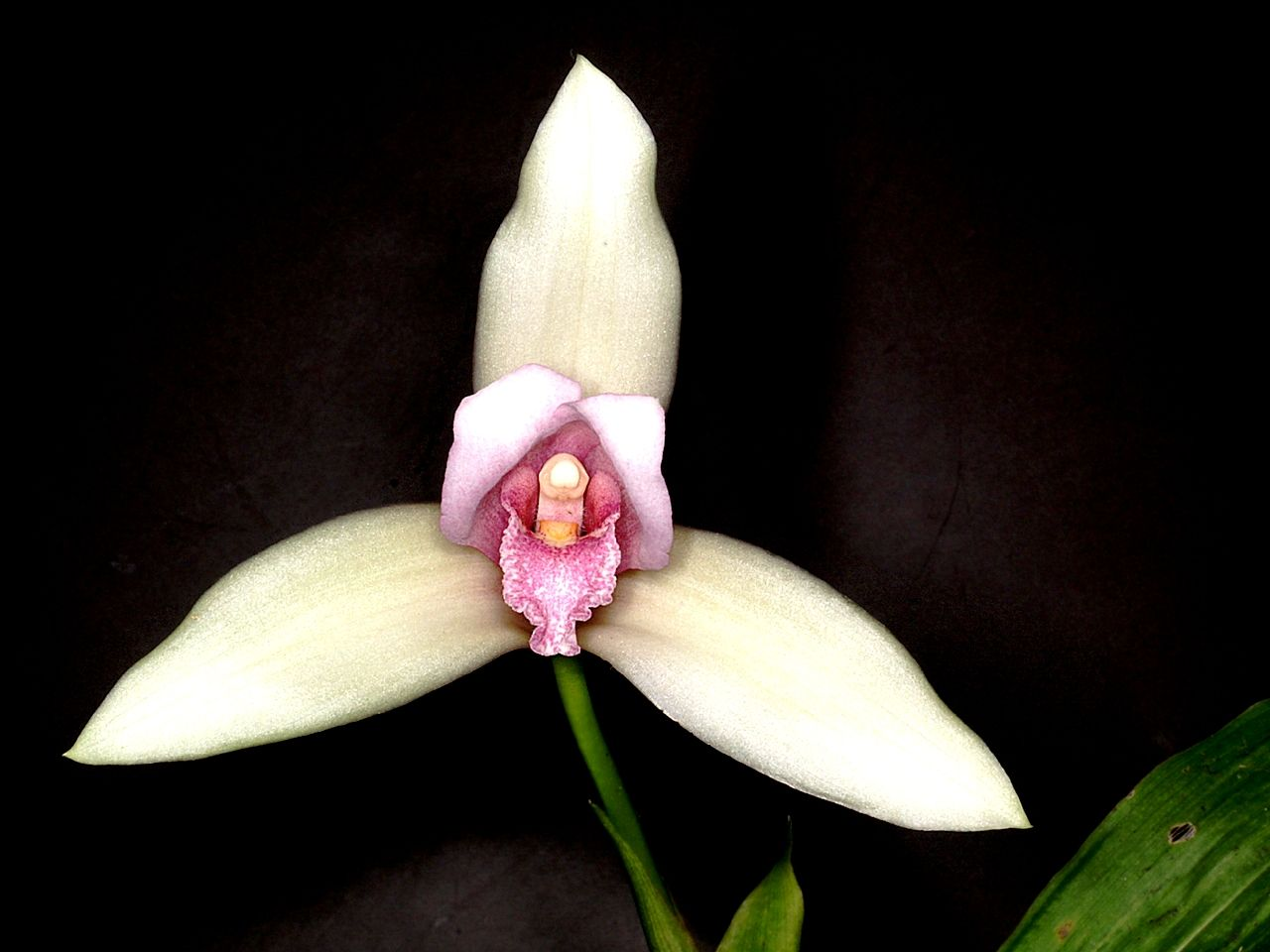
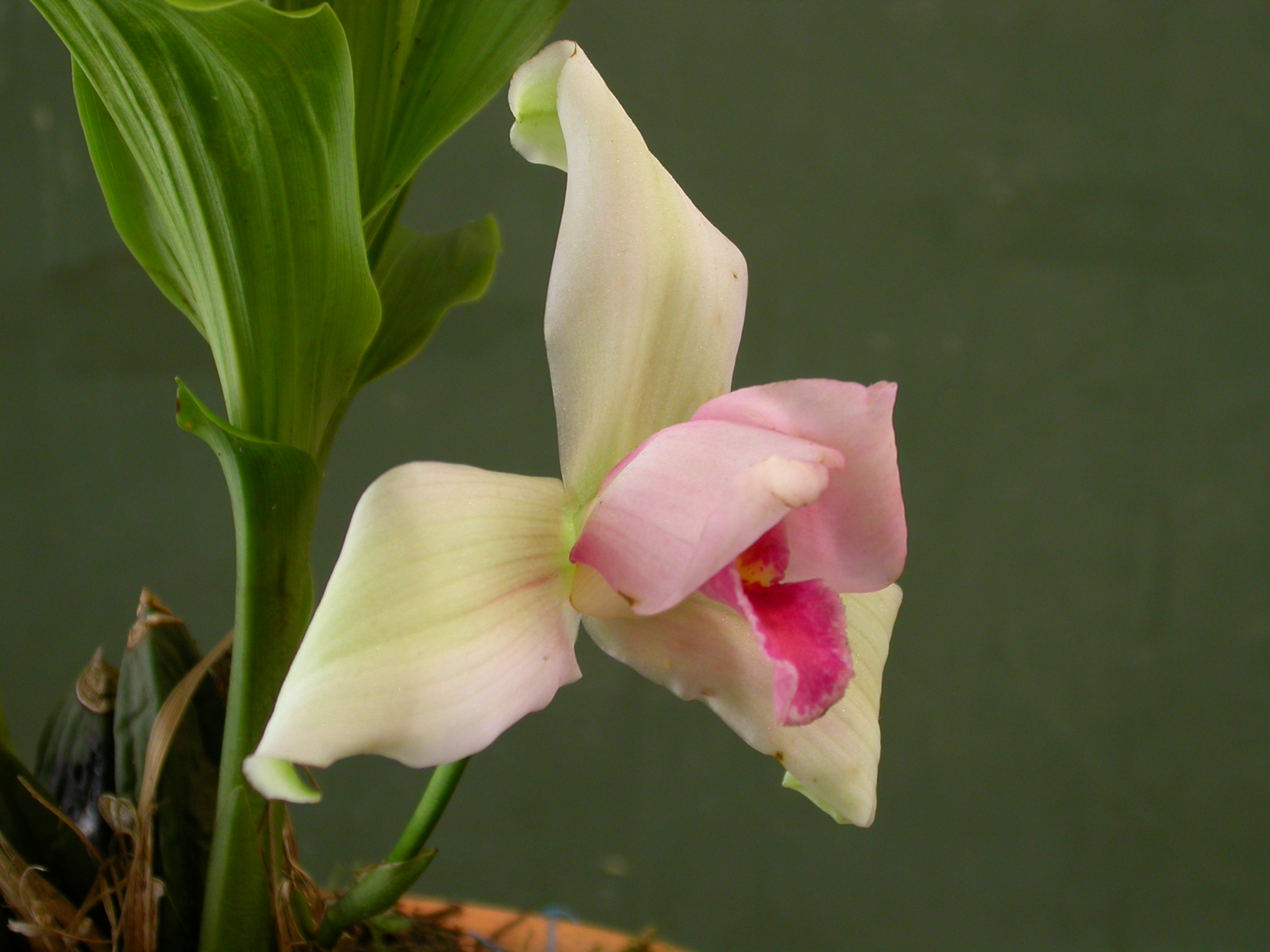
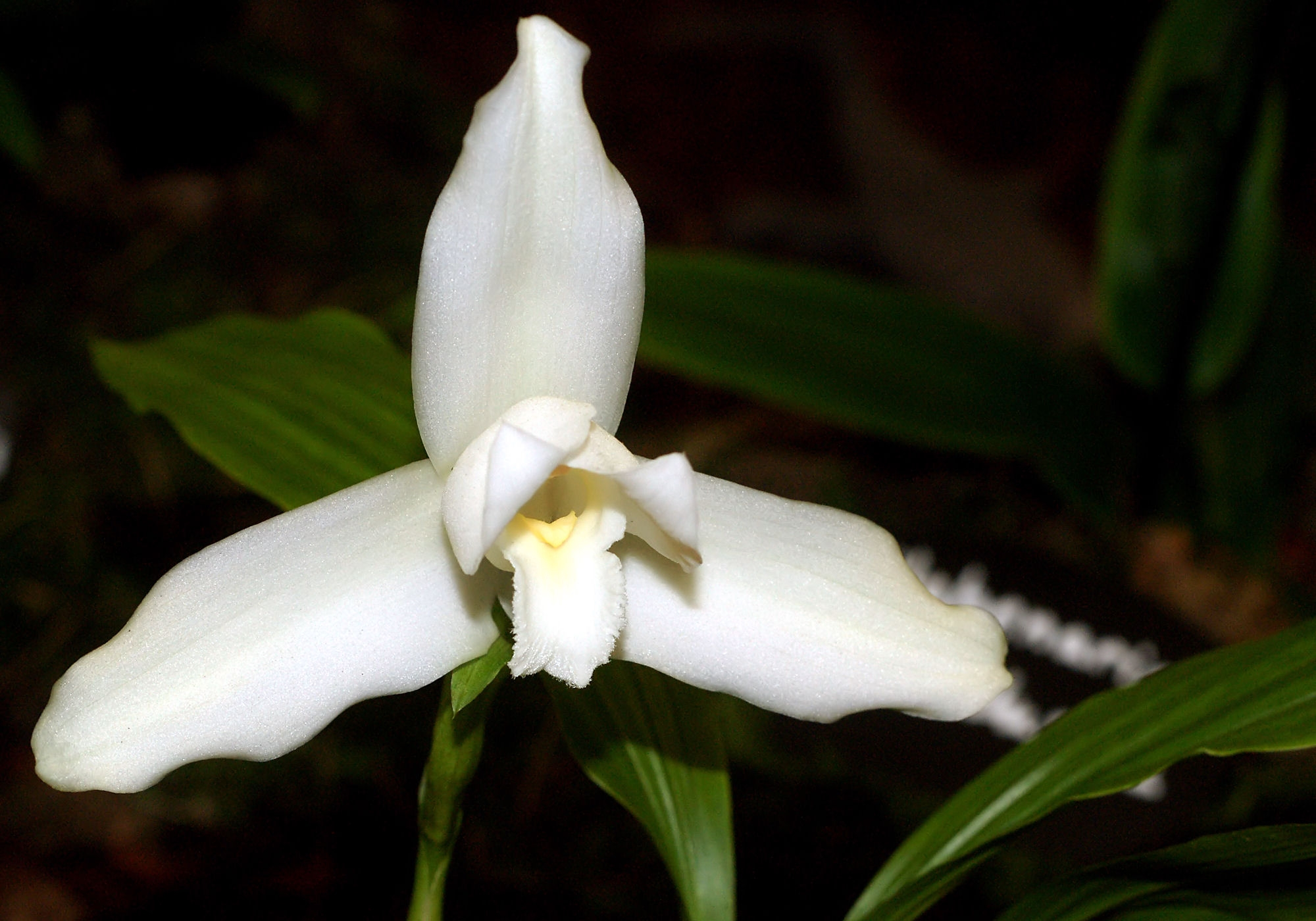
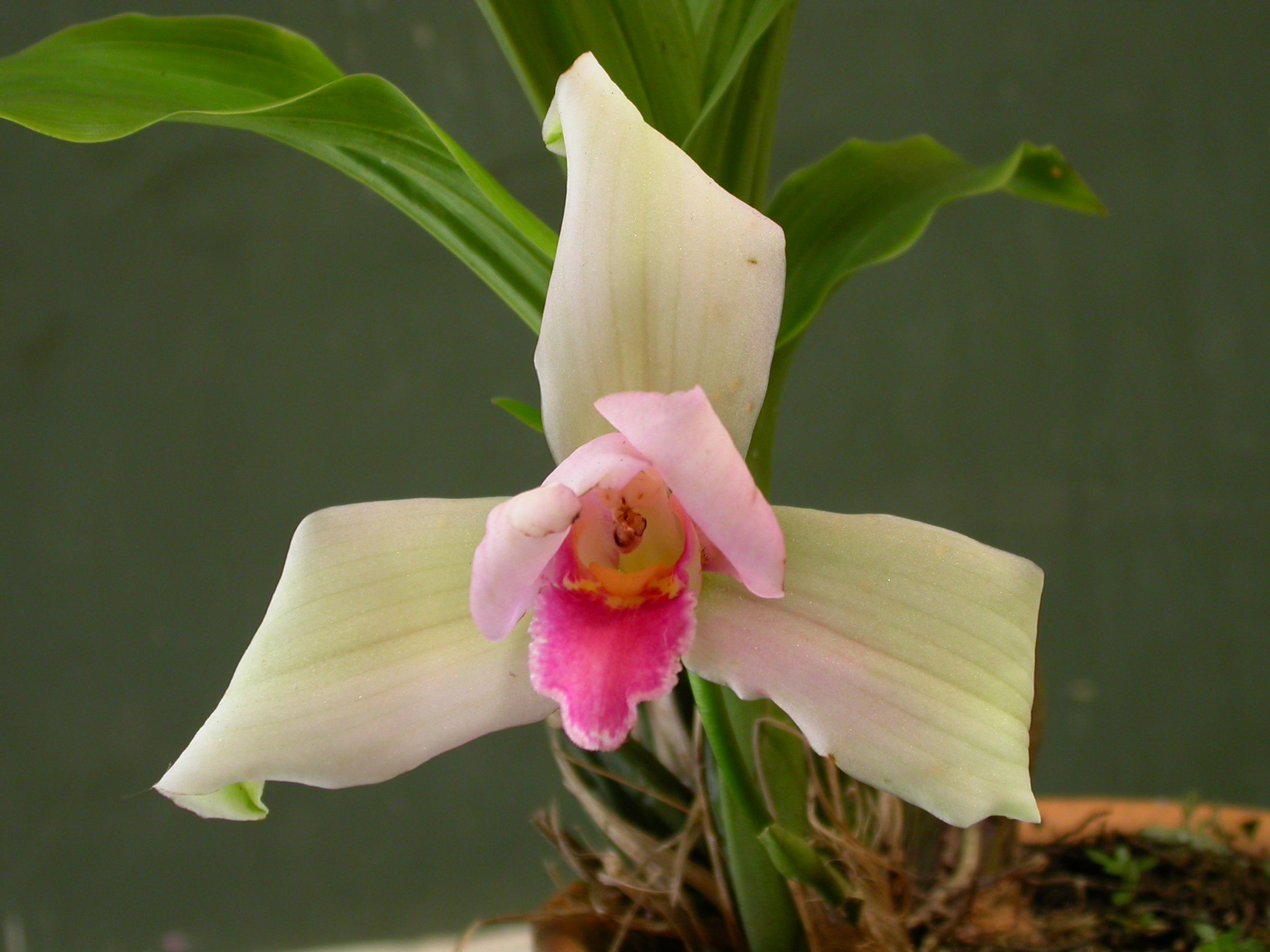
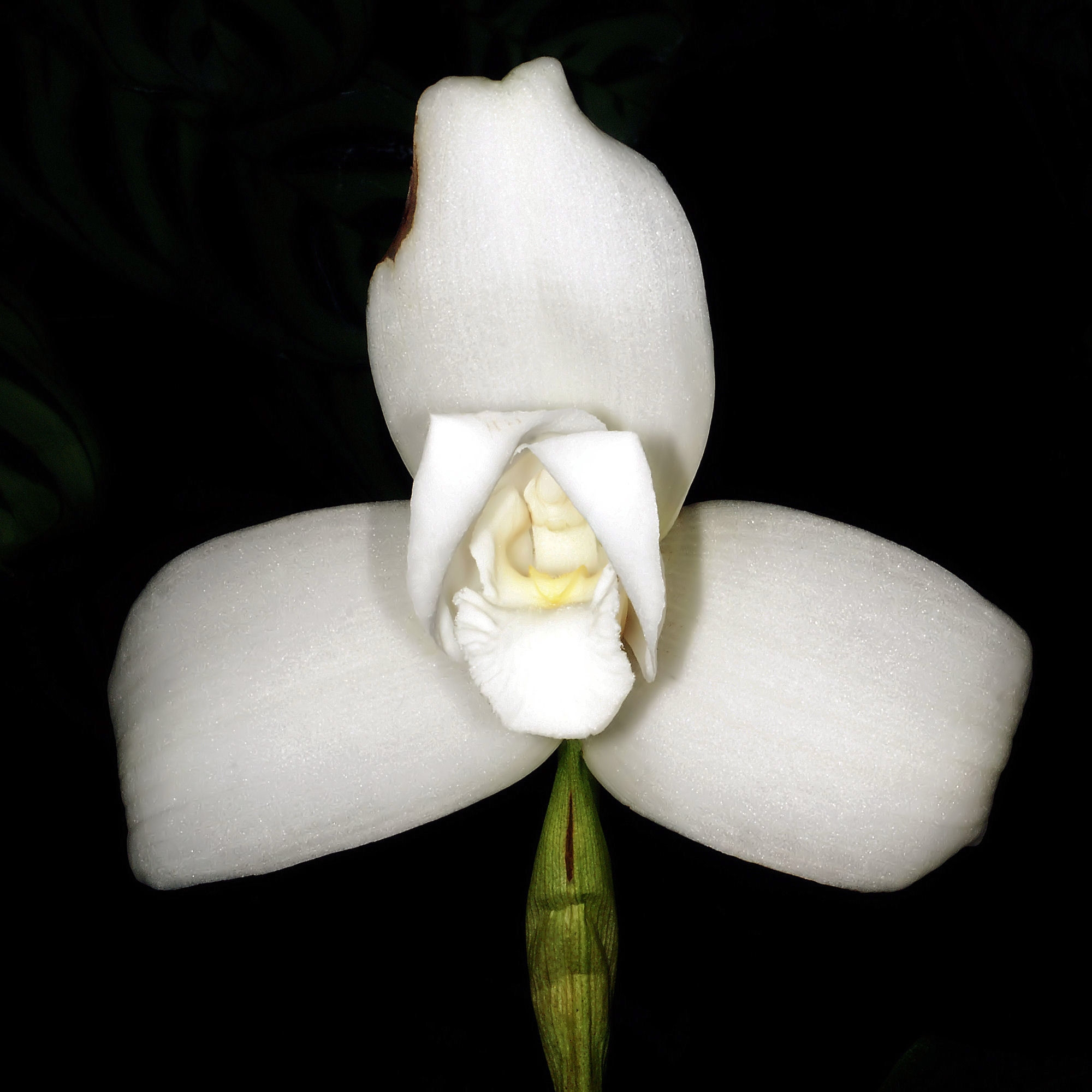
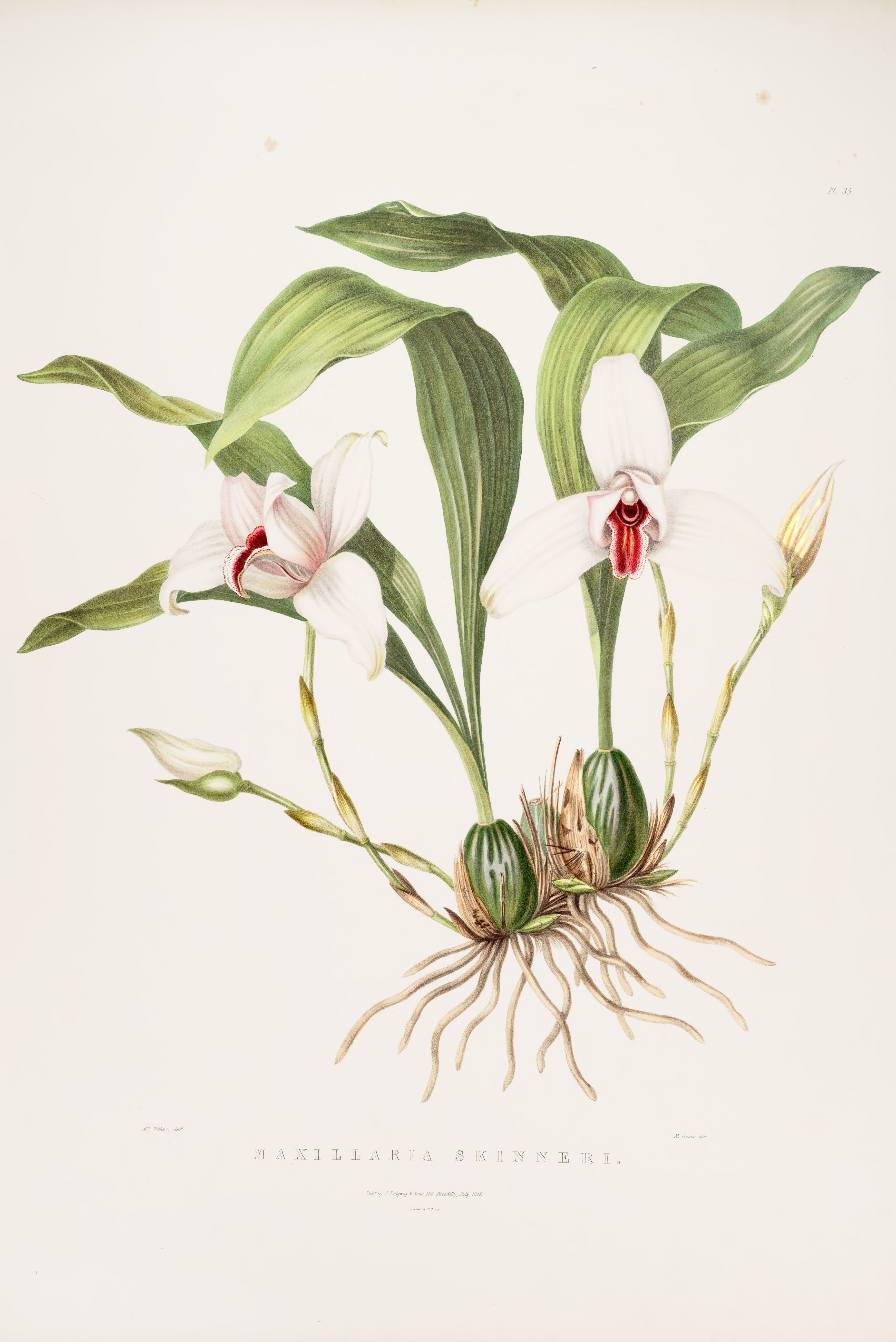